# Mesomphaliini
Mesomphaliini (лат.) — триба жуков подсемейства щитоносок (Cassidinae) из семейства листоедов.

## Внешний вид
Небольшие (3-15 мм), широкоовальная, плоский, блестящий, чаще черные или красных оттенков. Голова довольно маленькая, но видна сверху, антенны относительно короткие. Форма тела овальная. Переднеспинка значительно шире длинных округлых, крыльев покрыты округлыми и сводчатыми точками. Ноги довольно короткие. У некоторых корпус напоминает палатку в передней части крыльев шин.

## Жизнь
- Осторожно автоперевод.

Вид зрачков на разных двусемянных растениях , многие в семействе грифов .

## Распространенность
Эта группа щитоносок очень широко распространена в Америке между Канадой и Аргентиной. Есть инвазивный вид в Японии Чаще других встречаются жуки из родов Chelymorpha, Stolas, Ogdoecosta, и в видовом разнообразии лидируют три рода: Stolas(187 видов), Chelymorpha (71 вид), Cyrtonota (62 вида)  
Mesomphaliini Chapuis, 1875 (=Stolaini Hincks, 1952) является после племени Cassidini второй по величине группой с 553 видами, разделенными на 25 родов (Borowiec 1999, Borowiec & Świętojańska 2014),